# Constantin Levaditi
Constantin Levaditi (n. 1 august 1874, Galați, România – d. 5 septembrie 1953, Paris, Franța) a fost un inframicrobiolog român naturalizat în Franța, ales membru corespondent al Academiei Române, în 1910 și membru de onoare, în 1926.
Constantin Levaditi s-a născut într-o familie modestă, fără avere. Tatăl său, emigrant grec (se născuse în Livadia), muncea ca salahor în portul Galați, iar mama lui era dintr-un sat din apropiere de Galați. Pe când avea doar șase ani și începea școala primară, ambii părinți i s-au îmbolnăvit grav (posibil de tuberculoză; sursele istorice nu sunt prea clare), iar el a fost nevoit să lucreze, pentru supraviețuire, ca băiat de prăvălie.În anul 1882, pe când avea opt ani, au decedat ambii părinți, la doar câteva luni unul de altul, și a fost luat în grija unei rude din București, care lucra ca infirmieră într-un spital. Remarcându-i potențialul intelectual l-a dat la școală. A urmat liceul și, apoi,  Facultatea de medicină din București, unde l-a avut ca îndrumător pe celebrul Victor Babeș.
Specializarea a făcut-o la Paris, la Laboratorul de Patologie Generală și Experimentală și Institutul „Pasteur” și apoi la Frankfurt-am-Main , la Institutul de Terapie Experimentală.
În 1902 a obținut doctoratul în medicină al Facultății din Paris, și și-a continuat cercetările la Institutul Pasteur și la Institutul „Fournier”.
A fost membru al Academiei franceze de medicină și colaborator științific la Institutul Pasteur din Paris. Levaditi este unul dintre fondatorii inframicrobiologiei moderne, iar cercetările sale cuprind întreg domeniul inframicrobiologiei. O deosebită valoare au studiile lui asupra eritemelor polimorfe, ectodermozelor neurotrope, sifilisului, poliomielitei, encefalitei, vaccino- și chimioterapiei. Levaditi a introdus bismutul în terapeutica sifilisului. Tot el a perfecționat metoda de impregnare cu argint a spirocheților în secțiuni.
Născut la Galați în 1874, Constantin Levaditi și-a făcut studiile liceale și apoi cele ale Facultății de medicină din București, continuându-și specializarea la Paris (Laboratorul de Patologie Generală și Experimentală și Institutul „Pasteur”) și la Frankfurt-am-Main (Institutul de Terapie Experimentală). În 1892 și-a luat doctoratul în medicină al Facultății din Paris, continuându-și cercetările la Institutul Pasteur și la Institutul „Fournier”. Înzestrat cu o capacitate de muncă extraordinară, cu o reală vocație de cercetător, Constantin Levaditi este considerat ca unul dintre fondatorii virusologiei mondiale, fiind, în același timp și promotor al chimioterapiei și sifilogramei (a pus la punct o metodă de detectare a spirochetei sifilitice, numită „metoda Levaditi-Manouélian). Dintre prioritățile sale mai amintim cultivarea virusului poliomelitc pe alte țesuturi decât cele nervoase, care a deschis drumul preparării vaccinului antipoliomelitic. A adus o contribuție originală la stabilirea de legături între virusuri și cancer. Împreună cu St. S. Nicolau a dovedit ultrafiltrabilitatea virusurilor prin membrane de colodiu și a introdus prima metodă de apreciere a dimensiunilor particulelor virale și a introdus conceptul de ectodermoze neurotrope. Rezultatele cercetărilor sale au fost expuse într-un număr impresionant de lucrări științifice intrate în istoria medicinii românești și mondiale. Pentru valoarea lucrărilor sale a fost distins cu mai multe premii, dintre care amintim: Premiile „Bréant și Montyon ale Academiei de Științe din Paris, Premiul Expoziției Internaționale de la Strasbourg, Marele Premiu „Cameron” al Universității din Edinburgh, Premiul „John Scott” al Universității din Philadelphia, Premiul internațional „P. Erlich” pentru chimioterapie. 
Constantin Levaditi a fost membru de onoare al Academiei de Medicină din București, membru al Academiei de Medicină din Paris, Doctor Honoris Causa al Universității din Amsterdam și al Academiei de Științe din Paris. Sintetizând valoarea cercetărilor sale, în necrologul publicat în SUA se subliniază: „Numele lui Constantin Levaditi va fi onorat dacă nu pentru alte contribuții, pentru tratamentul revoluționar al sifilisului cu bismut, pentru simplificarea reacției Wasserman și pentru studiile sale remarcabile în poliomelită, encefalită, herpes și rabie. A fost decanul incontestabil al școlii franceze de bacteriologie iar ultimii ani au coincis cu studii importante asupra antibioticelor: penicilină, streptomicină, bacitracină, subtilin, polymyxin, aureomycin, cloramfenicol. Ultima lucrarea asupra terramicinei reprezintă cea mai autoritară revizie asupra subiectului.” În 1910 a fost ales membru corespondent al Academiei Române și membru de onoare în 1926.

## In memoriam
- În 1962, Poșta Română a emis o serie de mărci poștale cu portrete de personalități române. Cea cu valoarea de 1,55 lei îl reprezintă pe C. Levaditi.[7]
- În Galați, strada cu codurile poștale 800453, 800458, 800467 și 800473 poartă denumirea Levaditti Constantin.[8]

## Legături externe
- Membrii Academiei Române din 1866 până în prezent – L
- Doi gălățeni au contribuit în mod esențial la progresul omenirii FOTOGALERIE, 4 aprilie 2013, Marius Mototolea, Adevărul
- Savant român cu patru nominalizări la Nobel. , 10 ianuarie 2020, Costel Crangan, Adevărul

1. ↑  și opera lui Levaditi[nefuncțională]